# Bill Andrews
William Andrews, poznatiji kao Bill Andrews (rođen 1967.), američki je bubnjar. Najpoznatiji je kao bubnjar sastava Death i Massacre. Trenutačno živi u Japanu.

## Diskografija
- Death – Leprosy (1988.)
- Death – Spiritual Healing (1990.)
- Death – Fate: The Best of Death (1992.)
- Massacre – Aggressive Tyrant (1986.)
- Massacre – Chamber of Ages (1986.)
- Massacre – From Beyond (1991.)
- Massacre – Inhuman Condition (1992.)